# 四川无肛䗛
四川无肛䗛（学名：Paraentoria sichuanensis）一种分布于中华人民共和国重庆市的昆虫，是䗛科（竹节虫科）无肛䗛属的模式种。本种在2023年被收录入《有重要生态、科学、社会价值的陆生野生动物名录》。